# Rhuda posttriangulum
Rhuda posttriangulum är en fjärilsart som beskrevs av Rothschild 1917. Rhuda posttriangulum ingår i släktet Rhuda och familjen tandspinnare. Inga underarter finns listade.